# Les Hauts-d’Anjou
Les Hauts-d’Anjou község Franciaország Loire mente régiójában, Maine-et-Loire megyében. Új községként 2016. december 15-én jött létre Brissarthe, Contigné, Cherré, Champigné, Marigné, Sœurdres és Querré község egyesítésével. Az egyesüléskor az új község lélekszáma 5575 fő lett.
2019. január 1-jén Châteauneuf-sur-Sarthe is beolvadt az új községbe, amelynek központját is oda helyezték át. Ekkor a népesség 8927 főre nőtt. Lakosainak száma 8712 fő (2022. január 1.).

## Népesség
| Lakosok száma | 8759 | 8762 | 8759 | 8743 | 8727 | 8712 |
|               | 2017 | 2018 | 2019 | 2020 | 2021 | 2022 |